# Алексеј Санков
Алексеј Санков (рум. Alexei Sancov; Кишињев, 15. октобар 1999) молдавски је пливач чија ужа специјалност су трке слободним стилом. Вишеструки је национални првак и рекордер, учесник светских и европских првенстава и Олимпијац. 

## Спортска каријера
Санков је дебитовао на међународној пливачкој сцени 2014. као један од учесника пливачких такмичења на Олимпијским играма младих у Нанкингу, где му је најбољи резултат било седмо место у трци на 800 метара слободним стилом. 
Већ 2015. је дебитовао и у сениорској конкуренцији, а прво велико такмичење на коме је наступио је било Светско првенство држано у руском Казању, где се такмичио у све четири не спринтерске трке слободним стилом (најбољи резултат му је било 34. место у квалификацијама трке на 800 слободно). 
На Европском јуниорском првенству, одржаном током јула месеца 2016. у Ходмезевашархељу, освојио је сребрну медаљу у трци на 200 метара слободним стилом, успевши уједно и да се квалификује за наступ на предстојећим Олимпијским играма у Рију. Месец дана касније, на свом олимпијском дебију, испливао је укупно 34. време у квалифиакцијама трке на 200 слободно. 
Серију добрих резултата у јуниорској конкуренцији наставио је на Европском првенству у Нетањи где је освојио титулу континенталног првака у трци на 200 слободно, а време које испливао у финалу 1:47,00 минута је уједно био и нови светски јуниорски рекорд. На истом првенству је освојио и сребро у трци на 100 метара слободним стилом. 
Санков се такмичио и на светском првенству у корејском Квангџуу 2019, где му је најбољи резултат било 22. место у квалификацијама микс штафета на 4×100 мешовито (уз нови национални рекорд). Трку на 100 слободно је завршио на 46, а ону на 200 слободно на 27. месту квалификација.